# Rapina al sole
Rapina al sole (Par un beau matin d'été) è un film del 1965 diretto da Jacques Deray.